# Ritratto di Zinaida Jusupova
Il Ritratto di Zinaida Jusupova (in russo Портрет Зинаиды Юсуповой?, Portret Zinaidy Jusupovoj) è un dipinto del pittore russo Valentin Aleksandrovič Serov, realizzato tra il 1900 e il 1902 e oggi conservato al museo russo di San Pietroburgo. Si tratta di uno dei suoi ritratti più noti e rappresenta la principessa Zinaida Jusupova all'interno del palazzo Jusupov sul Mojka a San Pietroburgo.

## Storia
Questo dipinto venne esposto per la prima volta alla mostra del movimento Mir iskusstva, all'inizio del 1902, a San Pietroburgo. Igor' Grabar considerava che il punto debole del quadro fosse la composizione, mentre il critico d'arte Boris Ternovec riteneva che la posa della modella fosse artificiale, poco spiegabile. Dal 1925 l'opera è esposta al museo pietroburghese. In precedenza faceva parte della collezione del principe Feliks Feliksovič Sumarokov-Ėl'ston. Serov dipinse molti altri ritratti della principessa che sono di natura più intima.

## Descrizione
Questo ritratto, come altri, fa parte di quelli dedicati da Serov alla famiglia Jusupov (il ritratto di Feliks Feliksovič Sumarokov-Ėl'ston a cavallo, il ritratto di Felix Jusupov con un bulldog, il ritratto di Nikolaj Jusupov). Zinaida Nikolaevna Jusupova è seduta su un sofà nella sua stanza del palazzo Jusupov, le cui pareti sono piene di dipinti incorniciati. Accanto a lei c'è un cane bianco che simboleggia la vita noiosa e seccante delle donne nobili. La nobile indossa un corsetto nero, un vestito bianco e una gonna lunga con delle decorazioni floreali, che assieme ai mobili in legno curvato svia l'attenzione dello spettatore dalla modella. In questo ritratto la bellezza deriva soprattutto dai colori, le cui combinazioni di toni perlacei accentuano la grazia naturale e la beltà della principessa.